# Bora Bora (film)
Bora Bora è un film del 1968 diretto da Ugo Liberatore.

## Trama
Il giovane italiano Roberto, arriva a Papeete per cercare la moglie Marita, la quale, stanca degli sbalzi d'umore del marito tossicodipendente, ha finalmente trovato un uomo vigoroso in Polinesia. Il pescatore polinesiano Manì esaudisce tutti i suoi desideri di amante e lei non vede il motivo di tornare in Italia. Roberto fa del suo meglio per riconquistare la moglie, dalla quale si sente ossessionato e attratto. Accetta che sua moglie continui a vivere con Manì, spia le buffonate della coppia ritrovando così la sua libido, che sperimenta con una donna polinesiana. Manì non sopporta il voyeurismo di Roberto e si allontana da Marita, che alla fine torna in Italia con Roberto.